# Överkalix
Överkalix (pron. svedese: [ˈø̂ːvɛrˌkɑːlɪks]; in finlandese Ylikainuu) è una cittadina (tätort) della Svezia settentrionale, situata nella contea di Norrbotten; è il capoluogo amministrativo della municipalità omonima.